# 跨亞得里亞海管道

跨亞得里亞海管道 (英語：Trans Adriatic Pipeline，TAP，希臘語： - Diadriatikós Agogós Fysikoú Aeríou) 是2003年倡議的天然氣管道，於2016年開始興建，2020年開始運營，從裏海的亞塞拜然一路經過歐洲的希臘、阿爾巴尼亞到達亞得里亞海的義大利。

## 外部連結
- 官方网站